# Hellinsia speideli
Hellinsia speideli là một loài bướm đêm thuộc họ Pterophoridae. Nó được tìm thấy ở Palawan, Samar và Luzon.
Sải cánh dài 13–15 mm. Con trưởng thành bay vào tháng 3 và tháng 4.